# Alluvioni Cambiò
Alluvioni Cambiò (piemontiul: Aluvion Cambià, helyi nyelvjárásban: I Liviòn) település Olaszországban, Piemont régióban, Alessandria megyében. Lakosainak száma 907 fő (2018. január 1.). Alluvioni Cambiò Bassignana, Piovera, Rivarone, Sale és Isola Sant’Antonio községekkel határos.

## Népesség
A település népességének változása:
| Lakosok száma | 1009 | 909  | 907  |
|               | 2008 | 2017 | 2018 |